# 255-та окрема змішана авіаційна ескадрилья (СРСР)
255-та окрема змішана авіаційна ескадрилья — авіаційна частина ВПС СРСР, що входила до складу 17-ї повітряної армії.
У січні 1992 року, після розпаду СРСР, ескадрилья увійшла до складу Збройних Сил України.

## Історія частини
Військову частину було сформовано 20.02.1945 на підставі Директиви Начальника Генерального штабу РККА та Наказу Командувача 17-ї повітряної армії на базі окремих 117-ї та 127-ї інженерно-аеродромних рот 26-го окремого Криворізького полку ЦПФ в угорському містечку Дунапатай. Частина отримала назву 227-й авіаційно-транспортний полк і ввійшла до складу 17-ї Повітряної армії. До кінця війни полк забезпечував бойові дії 3-го Українського фронту на літаках По-2, Лі-2 та встиг взяти участь у відбитті останнього контрнаступу німецьких військ біля озера Балатон, у звільненні Угорщини, Румунії та Югославії. За березень-травень 1945 р. полк виконав 1630 бойових вильотів, перевіз 90 т вантажів, 1287 чоловік особового складу.
В 1945 р., після формування полку у його складі нараховувалося 4 Лі-2 та 13 По-2. В серпні 1945 р. до складу полку увійшла окрема ескадрилья літаків По-2.
21.12.1945 полк перейшов на штат мирного часу і став 227-м окремим змішаним авіаційним полком ВПС Червоної армії.
01.07.1946 полку було вручено бойовий прапор.
В березні 1948 року в Гостомелі Київської області підрозділ переформовано у 255-ту окрему змішану авіаційну ескадрилью, а в листопаді 1948 року штаб ескадрильї передислокувався з Гостомеля до Києва.
Наказом МО СРСР від 27.01.1951 днем частини (в/ч 13786) встановлено 12 березня.
З листопада 1965 року по травень 1977 року 255 ОЗАЕ дислокувалася в аеропорту «Жуляни», а у травні 1977-го була переведена до Борисполя.
Протягом 1945—1991 рр. ескадрилья виконувала завдання в інтересах Південної групи військ, управління авіації КВО, та 17-ї повітряної армії. Особовий склад підрозділу брав участь в ліквідації наслідків аварії на ЧАЕС, його екіпажі — в бойових діях в Афганістані.
У січні 1992 року, після розпаду СРСР, ескадрилья увійшла до складу Збройних Сил України.

## Озброєння
В різні роки на озброєнні частини були літаки: Лі-2, По-2, Ан-2, Ан-8, Ан-12, Ан-14, Ан-24, Ан-26, Ан-30, Іл-76, Ту-134, Ту-154, Іл-62 та гелікоптери Мі-6/22, Мі-8.
Станом на кінець 1991 року ескадрилья мала літаки Ан-24, Ан-26, Ан-12, Ту-134, гелікоптери Мі-8, Мі-6/22.